# Vuelo 73 de Pan Am
El Vuelo 73 de Pan Am fue un vuelo de Pan Am desde Bombay, India a Nueva York, con paradas programadas en Karachi, Pakistán y Frankfurt, Alemania Occidental.
El 5 de septiembre de 1986, cuatro hombres palestinos armados de la Organización Abu Nidal secuestraron el Boeing 747-121 que servía el vuelo mientras estaba en tierra en Karachi. El avión, con 360 pasajeros a bordo, acababa de llegar de Bombay. Un gran jurado concluyó más tarde que los militantes planeaban usar el avión secuestrado para recoger prisioneros palestinos en Chipre e Israel.
Cuarenta y tres pasajeros resultaron heridos o muertos durante el secuestro, incluidos ciudadanos de India, Estados Unidos, Pakistán y México. Todos los secuestradores fueron arrestados y condenados a muerte en Pakistán. Sin embargo, las sentencias fueron conmutadas posteriormente a cadena perpetua. Neerja Bhanot, asistente principal del vuelo, recibió póstumamente el premio más alto de India al valor en tiempo de paz, el Premio Ashok Chakra, por sus esfuerzos para salvar las vidas de los pasajeros.

## Aeronave
El avión era un Boeing 747-121 de cuatro motores entregado a Pan Am el 18 de junio de 1971, con registro N656PA y nombrado por la aerolínea Clipper Live Yankee. Más tarde fue renombrado y en el momento del incidente fue nombrado Clipper Empress of the Seas. Después del incidente, el avión pasó a llamarse Clipper New Horizons. Pan Am vendió el avión a Evergreen International en 1988 y luego lo alquiló. El avión fue devuelto por Pan Am a Evergreen en abril de 1991. Evergreen desguazó el avión al mes siguiente.

## Pasajeros
El total de 381 pasajeros más la tripulación en Pan Am 73 eran ciudadanos de 14 países diferentes. Los ciudadanos de la India representaban aproximadamente el 26% de las personas a bordo del vuelo y el 28% de los asesinados.
Nacionalidades
| Nacionalidad   | Pasajeros | Tripulación | Total | Víctimas |
| -------------- | --------- | ----------- | ----- | -------- |
| Australia      | 4         | 0           | 4     | 2        |
| Bélgica        | 2         | 0           | 2     | 0        |
| Canadá         | 30        | 0           | 30    | 0        |
| Dinamarca      | 8         | 0           | 8     | 2        |
| Francia        | 4         | 1           | 5     | 0        |
| Alemania       | 81        | 3           | 84    | 0        |
| India          | 91        | 13          | 104   | 12       |
| Irlanda        | 5         | 0           | 5     | 4        |
| Italia         | 27        | 0           | 27    | 13       |
| México         | 8         | 0           | 8     | 2        |
| Pakistán       | 44        | 0           | 44    | 3        |
| Suecia         | 2         | 0           | 2     | 0        |
| Reino Unido    | 15        | 4           | 19    | 11       |
| Estados Unidos | 44        | 2           | 46    | 2        |
| Total          | 365       | 16          | 381   | 51       |

## Secuestro en Karachi
El vuelo 73 de Pan Am despegó de Bombay y se detuvo en el aeropuerto de Karachi para una escala programada a las 4:30 a. m. Transportaba a 394 pasajeros de los cuales 9 eran bebés, una tripulación de vuelo estadounidense y 13 azafatas indias. Un total de 109 pasajeros desembarcaron en Karachi. La primera carga de pasajeros nuevos de Karachi apenas había llegado al avión parado en la pista cuando dio inicio el secuestro.
Dos secuestradores vestidos con uniformes celestes de la Fuerza de Seguridad del Aeropuerto de Pakistán condujeron hasta el avión en una camioneta equipada con una sirena y luces intermitentes. Subieron corriendo la rampa, disparando al aire. Otros dos secuestradores se unieron a los dos primeros hombres, uno de ellos vestido con salwar kameez paquistaní y con un maletín lleno de granadas. También hubo disparos fuera de la aeronave según se informó en la época, que mató a dos miembros del personal de Kuwait Airlines que trabajaban en una aeronave cercana. Los secuestradores dispararon a los pies de una azafata obligándola a cerrar la puerta. Otra asistente de vuelo, Neerja Bhanot, estaba fuera de la vista de los secuestradores y transmitió el código de secuestro a la tripulación de la cabina, que salió del avión a través de una escotilla superior. Después de unos 40 minutos desde el aterrizaje del vuelo 73, el avión quedó bajo el control de los secuestradores. La huida de los pilotos inmovilizó el avión. 
Los cuatro secuestradores estaban vestidos como guardias de seguridad del aeropuerto de Karachi y armados con rifles de asalto, pistolas, granadas y cinturones explosivos de plástico. Los secuestradores condujeron una camioneta que había sido modificada para que pareciera un vehículo de seguridad del aeropuerto a través de un punto de control de seguridad hasta una de las escaleras de embarque hasta el Vuelo 73 de Pan Am.
Los cuatro secuestradores fueron identificados más tarde como Zayd Hassan Abd al-Latif Safarini (Safarini, alias "Mustafa"), Jamal Saeed Abdul Rahim (alias "Fahad"), Muhammad Abdullah Khalil Hussain ar-Rahayyal ("Khalil") y Muhammad Ahmed Al-Munawar (alias "Mansoor"). Las autoridades paquistaníes también identificaron a otro cómplice, Wadoud Muhammad Hafiz al-Turki ("Hafiz") y lo arrestaron una semana después. 
Demanda de un piloto
Poco tiempo después de tomar el control de la aeronave, el secuestrador principal Safarini se dio cuenta de que la tripulación de la cabina había escapado y, por lo tanto, se vería obligado a negociar con los funcionarios. Se ordenó a los pasajeros de primera clase y clase ejecutiva que se dirigieran hacia la parte trasera del avión. Al mismo tiempo, se ordenó a los pasajeros de clase turista que viajaban en la parte trasera del avión que avanzaran. Como el avión estaba casi lleno, los pasajeros se sentaron en los pasillos, galerías y salidas de las puertas. Aproximadamente a las 10:00, Safarini pasó por el avión y llegó al asiento de Rajesh Kumar, un residente indio de California de 29 años que había sido naturalizado recientemente como ciudadano estadounidense. Safarini ordenó a Kumar que se acercara al frente de la aeronave, que se arrodillara en la puerta de entrada y que mirara a la parte delantera de la aeronave con las manos detrás de la cabeza. Safarini negoció con los funcionarios, en particular con Viraf Daroga, el jefe de operaciones de Pan Am en Pakistán, declarando que si una tripulación no era enviada al avión en 30 minutos, entonces Kumar sería fusilado. Poco después, Safarini se impacientó con los funcionarios y agarró a Kumar y le disparó en la cabeza frente a numerosos testigos tanto dentro como fuera del avión. Safarini lanzó a Kumar por la puerta hacia la rampa de abajo. El personal pakistaní de la rampa informó que Kumar aún respiraba cuando lo colocaron en una ambulancia, pero fue declarado muerto de camino al hospital de Karachi. 
Safarini se unió a los secuestradores y ordenó a las asistentes de vuelo: Sunshine Vesuwala y Madhvi Bahuguna, que comenzaran a recoger pasaportes. Cumplieron con esta solicitud. Durante la recolección de los pasaportes, creyendo que los pasajeros con pasaportes estadounidenses serían identificados por los secuestradores, las azafatas procedieron a esconder algunos de los pasaportes estadounidenses debajo de los asientos, y arrojaron el resto por una rampa de basura. 
Después de recoger los pasaportes, Mary Anne Niggli entró al intercomunicador y pidió a Michael John Thexton, ciudadano británico, que se acercara al frente del avión. Atravesó la cortina hacia la parte delantera del avión, donde se encontró cara a cara con Safarini, que sostenía el pasaporte de Thexton. Le preguntó a Thexton si era un soldado y si tenía un arma, Thexton respondió "No". Ordenó a Thexton que se arrodillara. Safarini les dijo a los funcionarios que si alguien se acercaba al avión, mataría a otro pasajero. Viraf Daroga le dijo a Safarini que había un miembro de la tripulación a bordo que podía usar la radio de la cabina y le pidió que negociara por radio. Safarini se volvió hacia Thexton y le preguntó si le gustaría tomar un trago de agua, a lo que Thexton respondió "Sí". Safarini también le preguntó a Thexton si estaba casado, y afirmó que no le gustaba toda esta violencia y asesinatos y dijo que los estadounidenses e israelíes se habían apoderado de su país y lo dejaron incapaz de llevar una vida adecuada. Uno de los secuestradores ordenó a Thexton que regresara a través del avión a un asiento. 
El estancamiento del secuestro continuó hasta la noche. Durante la espera, Dick Melhart fue posicionado junto a la puerta y pudo desbloquearla cuando comenzaron los disparos. Alrededor de las 21:00 la unidad de alimentación auxiliar se apagó, se apagó toda la iluminación y se encendieron las luces de emergencia. A los pasajeros en la parte delantera se les ordenó ir hacia la de atrás, mientras que los pasajeros en la parte posterior se les ordenó avanzar. Como los pasillos ya estaban llenos de pasajeros, los pasajeros que estaban parados se sentaron.
Con el avión fuera de su poder y sentado casi en la oscuridad, un secuestrador en la puerta L1 hizo una oración y luego tuvo como objetivo disparar al cinturón explosivo usado por otro secuestrador cerca de la puerta. La intención era causar una explosión lo suficientemente masiva como para matar a todos los pasajeros y la tripulación a bordo, así como a ellos mismos. Como la cabina estaba oscura, el secuestrador falló, causando solo una pequeña detonación. Inmediatamente, los secuestradores comenzaron a disparar sus armas en la cabina hacia los pasajeros e intentaron lanzar sus granadas. Una vez más, la falta de luz hizo que no tiraran de los pasadores por completo y crearan solo pequeñas explosiones. En última instancia, fueron las balas las que causaron el mayor daño, ya que cada bala rebotaría en las superficies de la cabina del avión provocando metralla y esquirlas mutilantes. Una azafata en la puerta L3 abrió la puerta; y la rampa de emergencia se desplegó solo en parte. Dick Melhart pudo abrir la puerta en R3, que era la salida sobre el ala, y los pasajeros saltaron desde esta salida. Un personal del aeropuerto atrapado a bordo durante el suceso fue responsable de abrir la puerta R4, que era la única puerta configurada para desplegar el tobogán de emergencia. Finalmente, esta permitió que más pasajeros evacuaran de manera segura y sin lesiones. Neerja Bhanot resultó herida en el tiroteo mientras protegía a tres niños de las balas del secuestrador y murió posteriormente. Veinte pasajeros murieron y más de cien resultaron heridos. 
Asalto
Pakistán envió rápidamente el Grupo de Servicios Especiales (SSG) del ejército pakistaní y los Pakistán Rangers fueron puestos en alerta máxima. El secuestro de 17 horas de duración llegó a su fin cuando los secuestradores abrieron fuego contra los pasajeros a las 21:30 hora estándar de Pakistán, pero pronto se quedaron sin municiones, lo que provocó que algunos pasajeros huyeran del avión a través de las salidas de emergencia de la aeronave. El SSG respondió asaltando el avión y deteniendo a los secuestradores. La unidad de comando SSG estaba encabezada por el brigada Tariq Mehmood y la Compañía Shaheen del Primer Batallón del Comando SSG llevaron a cabo la operación.

## Luego del secuestro
Juicio y sentencia
El 6 de julio de 1988, cinco hombres palestinos fueron condenados en Pakistán por sus roles en el secuestro y asesinatos y condenados a muerte: Zayd Hassan Abd al-Latif Safarini, Wadoud Muhammad Hafiz al-Turki, Jamal Saeed Abdul Rahim, Muhammad Abdullah Khalil Hussain ar-Rahayyal y Muhammad Ahmed al-Munawar. Las sentencias fueron conmutadas posteriormente a cadena perpetua.
Según un informe de CNN, Safarini fue entregado al FBI desde una prisión en Pakistán en septiembre de 2001. Fue llevado a los Estados Unidos, donde el 13 de mayo de 2005 fue sentenciado a 160 años de prisión. En el proceso de declaración de culpabilidad, Safarini admitió que él y sus compañeros secuestradores cometieron los delitos como miembros de la Organización Abu Nidal, también llamada ANO, una organización terrorista designada.
Los otros cuatro prisioneros fueron deportados por las autoridades paquistaníes a Palestina en 2008.

## Participación libia y acciones legales
Se ha acusado a Libia de patrocinar el secuestro, así como de llevar a cabo las explosiones del Vuelo 103 de Pan Am en 1988 y el Vuelo 772 de UTA en 1989.
En agosto de 2003, Libia aceptó la responsabilidad de "las acciones de sus funcionarios" con respecto a la explosión del vuelo 103 de Pan Am, pero se mantuvo en silencio sobre la cuestión del secuestro del vuelo 73 de Pan Am. Libia ofreció una indemnización de 2.700 millones de dólares a las familias de las 270 víctimas del vuelo 103 de Pan Am y, en enero de 2004, acordó pagar $ 170 millones a las familias de las 170 víctimas de UTA. Las siete familias de las víctimas estadounidenses de UTA rechazaron la oferta y en su lugar presentaron una demanda por 2,2 millones de dólares contra Libia. De 2004 a 2006, Estados Unidos y el Reino Unido abrieron relaciones con Libia, incluida la eliminación de sanciones y la eliminación del país como patrocinador del terrorismo.
En junio de 2004, se formó un grupo voluntario de familias y víctimas del incidente, 'Familias del vuelo 73 de Pan Am', para trabajar en un monumento a los fallecidos en el incidente, buscar la verdad detrás de este ataque terrorista y responsabilizar a los involucrados. El 5 de abril de 2006, el bufete de abogados de Crowell & Moring LLP, que representaba a los pasajeros sobrevivientes, las propiedades y los miembros de la familia de las víctimas del secuestro, anunció que presentaría una demanda civil en el Tribunal de Distrito de los Estados Unidos para el Distrito de Columbia en busca de 10 mil millones de dólares en compensación por daños, más daños punitivos no especificados, a Libia, Muammar al-Gaddafi y los cinco secuestradores condenados. La demanda alegaba que Libia brindó apoyo con material a la Organización de Abu Nidal y también ordenó el ataque como parte de una campaña terrorista patrocinada por Libia contra intereses estadounidenses, europeos e israelíes. 
Los medios británicos que criticaron la normalización de las relaciones entre Gadafi y Occidente informaron en marzo de 2004 (días después de que el primer ministro Tony Blair visitara Trípoli) que Libia estaba detrás del secuestro. 
En septiembre de 2015, aproximadamente 700 millones de dólares de fondos que Libia le dio a los Estados Unidos para resolver reclamos relacionados con el terrorismo patrocinado por Libia aun no se habían distribuido a las familias de las víctimas que tenían pasaportes indios.

## Recompensa y asesinato reportado de acusados
Zayd Hassan Abd al-Latif Safarini fue extraditado a los Estados Unidos por el Gobierno de Pakistán, para cumplir su sentencia de 160 años en el Complejo Correccional Federal en Terre Haute, Indiana.
Las autoridades pakistaníes deportaron a los otros cuatro prisioneros a Palestina en 2008. El 3 de diciembre de 2009, el FBI, en coordinación con el Departamento de Estado, anunció una recompensa de 5 millones de dólares por información que conduzca a la captura de cada uno de los cuatro secuestradores restantes de Pan Am 73. 
Uno de los cuatro, Jamal Saeed Abdul Rahim, fue presuntamente asesinado en un ataque con drones el 9 de enero de 2010. Su muerte nunca fue confirmada y permanece en la lista de terroristas más buscados del FBI y en la lista de Recompensas por la Justicia del Departamento de Estado. 
Con la esperanza de generar nuevas pistas sobre los presuntos secuestradores, el FBI lanzó nuevas imágenes digitales con progresión de edad el 11 de enero de 2018. El caso aún está siendo investigado por la Oficina de Campo de la Oficina de Washington.

## En la cultura popular
La película Neerja fue estrenada en 2016 centrada en el secuestro y las acciones de todos los asistentes de vuelo en el avión. Neerja Bhanot era la sobrecargo principal y póstumamente la ganadora más joven del premio indio más importante a la valentía, el Ashoka Chakra. También recibió el premio al Coraje Especial de los Estados Unidos y el Tamgha-e-Insaaniyat de Pakistán.